# セッラヴァッレ・ア・ポー
セッラヴァッレ・ア・ポー（伊: Serravalle a Po）は、イタリア共和国ロンバルディア州マントヴァ県にある、人口約1,500人の基礎自治体（コムーネ）。

## 地理

### 位置・広がり

#### 隣接コムーネ
隣接するコムーネは以下の通り。括弧内のVRはヴェローナ県所属を示す。
- ガッツォ・ヴェロネーゼ (VR)
- オスティーリア
- ボルゴ・マントヴァーノ
- クインジェントレ
- ススティネンテ

### 気候分類・地震分類
気候分類では、zona E, 2388 GGに分類される。
また、イタリアの地震リスク階級 (it) では、zona 3 (sismicità bassa) に分類される。

## 行政

### 分離集落
セッラヴァッレ・ア・ポーには、以下の分離集落（フラツィオーネ）がある。
- Cardinala, Caselle, Libiola, Torriana